# 斯圖傑涅齊 (卡尼夫區)
49°49′2″N 31°25′8″E / 49.81722°N 31.41889°E
斯圖德內茨（烏克蘭語：Студенець）是位於烏克蘭中部的村莊，由切爾卡瑟州切爾卡瑟區的博布里齊亞市鎮負責管轄。該村始建於1670年，面積0.96平方公里，海拔高度120米，2007年人口284，人口密度每平方公里295人。